# Цыбульник, Суламифь Моисеевна
Суламифь Мовшевна (Моисеевна) Цыбу́льник (1913—1996) — советский кинорежиссёр.

## Биография
Родилась 12 (25 мая) 1913 года в Овруче (ныне Житомирская область, Украина). Окончила Киевский кинотехникум (режиссёрский факультет, 1937 год), курс А. П. Довженко.
В начале карьеры работала ассистентом у Б. В. Барнета. Работала режиссёром в Киеве, на киностудии художественных фильмов. Также среди её работ — воспоминания о кинематографистах А. П. Довженко, И. П. Кавалеридзе и других. В музее киностудии имени А. П. Довженко находится архив режиссёра. Член ВКП(б) с 1948 года.
Скончалась 25 декабря 1996 года в Киеве. Похоронена на Байковом кладбище.

## Семья
Муж - Исаак Шмарук (1910-1986) -  украинский советский кинорежиссёр.
Сын - Александр.`

## Фильмография

### Режиссёр
- 1959 — Мальчики
- 1962 — В мёртвой петле
- 1965 — Нет неизвестных солдат
- 1968 — Карантин
- 1971 — Инспектор уголовного розыска
- 1973 — Будни уголовного розыска
- 1986 — По зову сердца

### Прочее
- 1938 — Сорочинская ярмарка — ассистент режиссёра
- 1939 — Истребители — ассистент режиссёра
- 1948 — Третий удар — ассистент режиссёра
- 1955 — Костёр бессмертия — 2-й режиссёр
- 1957 — Дорогой ценой — 2-й режиссёр
- 1957 — Штепсель женит Тарапуньку — 2-й режиссёр
- 1974 — Дума о Ковпаке — 2-й режиссёр